# عيد سليمان الصانع

## عيد سليمان الصانع
وهو ابن مدينة بئر السبع قتل عام 1932 عن عمر 40 سنة في منطقة الجيبات من أراضي الترابين
توفي المناضل عيد الصانع بعد معركة خاضها مع الانجليز بعد ان حاصروه هو ورفقائه المقاتلين ورفض الاستسلام وظل يقاوم حتى الرصاصة الأخيرة, وقد أسس عيد الصانع مجموعة جهادية من أبناء القبائل التي كانت موجودة في مدينة بئر السبع لمقاومة الاستعمار الإنجليزي, حيث كانوا ينصبون الكمائن للإنجليز ويشنون عليهم هجمات في جميع ثكناتهم ومواقعهم العسكرية.

## هبوب الريح
اطلق على عيد الصانع لقب هبوب الريح وذلك لسرعته الخاطفة حيث كان يختفي بعد كل عملية كالريح دون اثر , يعرف أبناء السبعينات هذا الاسم جيدا من المسلسل التلفزيوني الأردني " هبوب الريح "الذي عرض في سنة 1985 ليروي قصة هذا المقاوم ونضاله
ضد الاستعمار البريطاني والمشروع الصهيوني الذي مهدوا له.

### مسلسل هبوب الريح
يتحدث المسلسل عن البطل المناضل عيد الصانع في فترة الاربعينات الذي عرف في مقاومته ضد الاستعمار الإنجليزي والاحتلال اليهودي لأرض فلسطين, يبين لنا المسلسل طرق المقاومة التي كان يتبعها المناضل عيد الصانع حيث كان ينقل اسلحه وكان يتنقل بين الأردن وفلسطين وتميز بعملياته ضد الانجليز التي كانت تحدث سريعا كالريح, وقدم الدعم للقبائل العربية في الأردن وكان يقدم المال والأسلحة للثوار الفلسطينيين خاصة في منطقة البتراء, ذكر ان بعد كل عملية كان يقوم بها عيد الصانع تخرج فرقة استطلاع لتعرف الفاعل لكن دون جدوى فيقول القائد الإنجليزي : كيف ذلك؟ هل الريح أي هبوب الريح هي التي فعلت ذلك؟.
ومسلسل هبوب الريح المكون من 15 حلقة كان من إخراج محمد عزيزية عن قصة للكاتب والفنان محمود الزيودي, ومن بطولة عادل عفانة،جولييت عواد ,جميل عواد,أشرف اباظة,وآخرين من نجوم الدراما الأردنية في عصرها الذهبي

.
| الجائزة                             | الجهة المانحة  | العام |
| ----------------------------------- | -------------- | ----- |
| جائزة الإبداع عن مسلسل الظاهر بيبرس | مهرجان القاهرة | 2006  |